# The Pacific Index
A The Pacific Index a Pacific University kéthetente megjelenő hallgatói folyóirata az Oregon állambeli Forest Grove-ban.

## Története
A Pacific University Index havilap 1893-ban indult. 1899-re az ötven centbe kerülő, 16 oldalas lapnak 275 előfizetője lett. 1936 márciusában társkeresőt indítottak. 1939-ben az American Collegiate Presstől másodosztályú minősítést kapott. Az 1939–1940-es tanévben három főszerkesztője volt; a pozíciót 1940 januárjától Don Wilson gólya töltötte be.
1943-ban az American Collegiate Presstől elsőosztályú minősítést kapott. Az 1951–1952-es tanévben az akkori havilap főszerkesztője Bill Hilliard volt. 1965-ben a folyóirat és az évkönyv az intézmény újságírói tanszékének felügyelete alá kerültek; az évben Patricia Stephenson lett a főszerkesztő.
Az 1966-os szenátusi választáson Robert B. Duncant támogatták a győztes Mark Hatfield ellenében. Később Tom McCall államminiszter-jelöltet támogatták, akinek a tiszteletére később az egyetem előadás-sorozatot alapított. 2010 októberében nyomtatott és online kiadást is átszervezték.

## Terjesztés
Nyomtatott változata kéthetente jelenik meg a Forest Grove-i és hillsborói campusokon, viszont az online kiadás gyakrabban frissül. A Covid19-pandémia alatt a nyomtatott kiadás szünetelt. 2020 óta podcastokat is készítenek.

## Fordítás
- Ez a szócikk részben vagy egészben  a   The Pacific Index című angol Wikipédia-szócikk ezen változatának fordításán alapul.  Az eredeti cikk szerkesztőit annak laptörténete sorolja fel. Ez a jelzés csupán a megfogalmazás eredetét és a szerzői jogokat jelzi, nem szolgál a cikkben szereplő információk forrásmegjelöléseként.